# Dietrich Schenk von Erbach

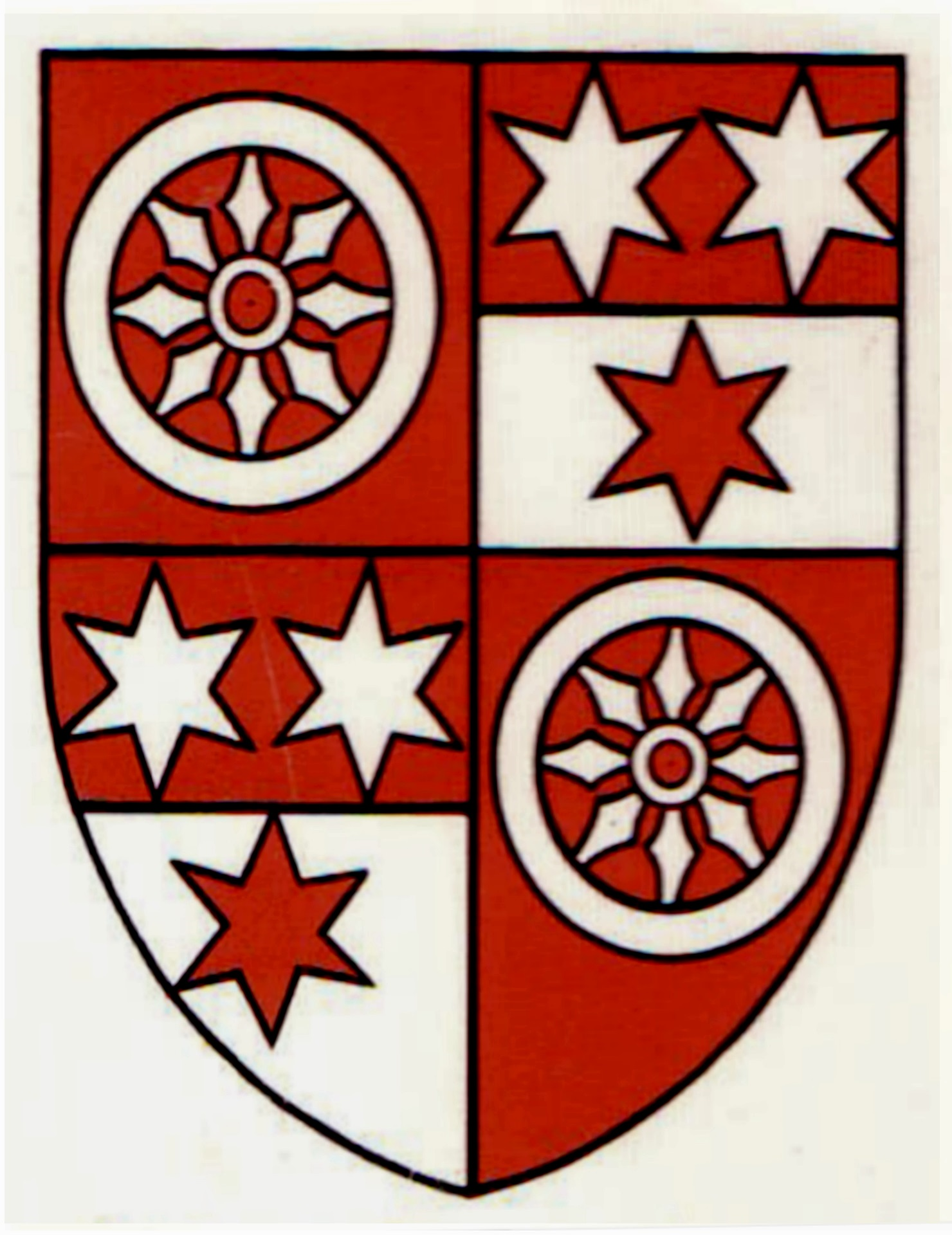
Escudo de armas del Arzobispo de Maguncia.

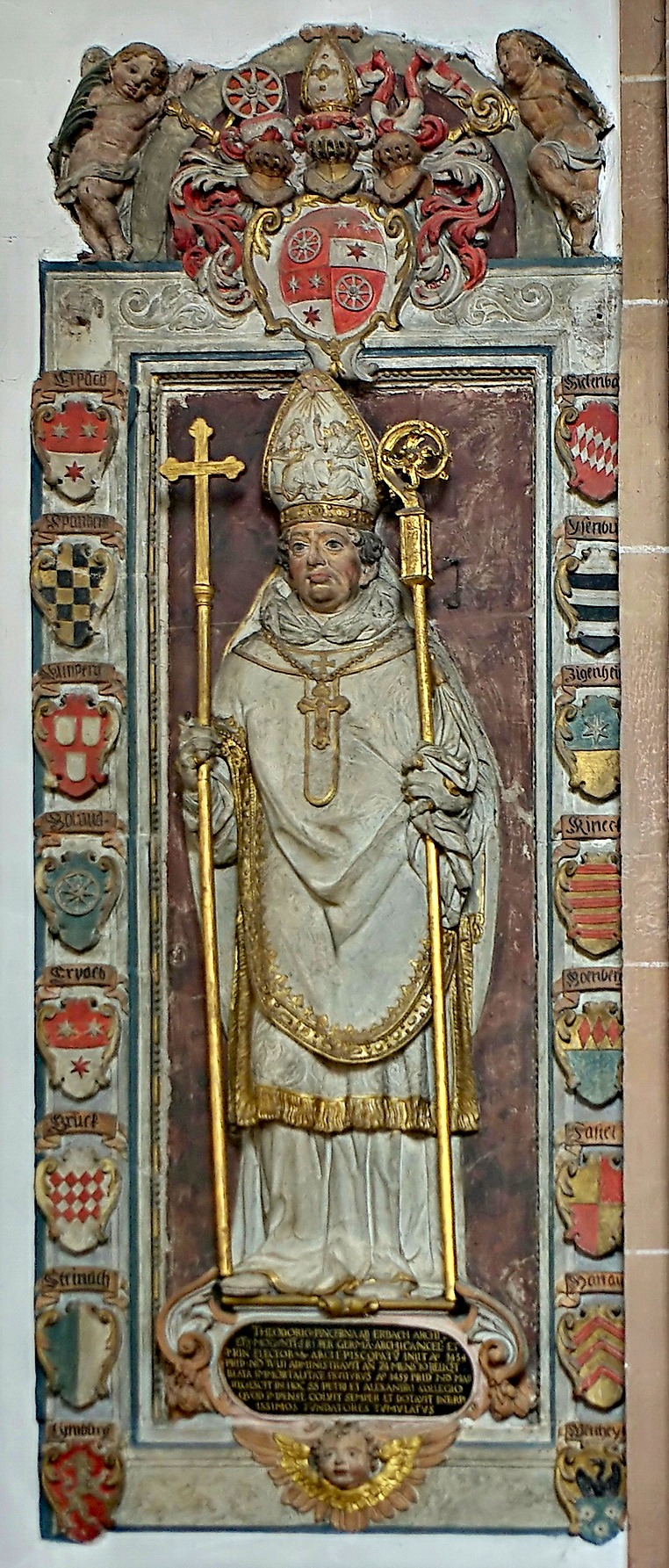
Epitafio en la Colegiata de San Pedro y Alejandro, en Aschaffenburg

Dietrich Schenk de Erbach (1390-† 6 de mayo de 1459, Aschaffenburg) fue arzobispo de Maguncia desde 1434 hasta su muerte en 1459.

## Biografía
Como hijo de Eberhard, era heredero del Condado de Erbach. Era canónigo en la catedral de Maguncia y el 6 de julio de 1434, fue elegido por el Cabildo de la catedral, como nuevo Arzobispo. El papa Eugenio IV lo confirmó el 20 de octubre del mismo año.  De 1436 a 1438 tuvo como secretario al clérigo Luis de Ast (f. 1455)  y en 1445 promovió su elección como Obispo de Worms que produjeron enfrentamientos en la Iglesia.
En el caótico Concilio de Basilea,  Dietrich, aconsejado por los príncipes alemanes, mantuvo una actitud neutral, tratando de mediar entre las partes. Pero la deposición del papa Eugenio IV en 1439 y el nombramiento de un Antipapa, logró Dietrich un acuerdo entre los príncipes y el Emperador, para reconocer a Eugenio IV como legítimo papa.
Dietrich era hermano de Felipe Schenk von Erbach (f. 1467), Abad del monasterio benedictino de Wissembourg en la región de Alsacia.

## Tumba
Fue enterrado en las escalinatas del altar mayor, de la basílica de San Pedro y Alejandro en Aschaffenburg.